# Квелагобе, Мпуле
Мпуле Кенейлве Квелагобе (тсвана Mpule Keneilwe Kwelagobe, англ. Mpule Keneilwe Kwelagobe; род. 14 ноября 1979, Габороне) — ботсванская правозащитница, феминистка, инвестор, предпринимательница, модель и фотомодель, королева красоты, получившая, помимо прочих, титул «Мисс Вселенная 1999 года».

### Биография
Мпуле Квелагобе родилась 14 ноября 1979 года в столице Ботсваны городе Габороне. Она происходит из этнической группы тсвана, и её родным языком является тсвана. По вероисповеданию — христианка
Училась сперва в старшей средней школе в Лобаце, затем в Колумбийском университете в Нью-Йорке, получив диплом по международной политической экономии. Она начала свое образование в Колумбийском университете в 2002 году, через два года после окончания своего правления в качестве «Мисс Вселенная».
Квелагобе начала свою карьеру в модельном бизнесе в подростковом возрасте. В 1997 году она стала «Мисс Ботсвана», ещё учась в старшей школе. В конечном итоге она выиграла титул в семнадцатилетнем возрасте, став самой молодой девушкой, когда-либо выигрывавшей этот конкурс. Как «Мисс Ботсвана», она представляла свою страну на «Мисс Мира 1997 года» в Маэ на Сейшельских островах, где она не заняла ни места, ни какого-либо титула, но она не опустила руки.
19 марта 1999 года в её родном городе состоялся первый конкурс «Мисс Вселенная Ботсвана» на котором девятнадцатилетнюю Мпуле Кенейлве Квелагобе ждал триумф, который открыл ей дорогу на международный конкурс красоты «Мисс Вселенная 1999».
48-й ежегодный конкурс красоты «Мисс Вселенная», проводился 26 мая 1999 года в Чагуарамасе, Тринидад и Тобаго. Шоу вели Джек Вагнер, Эли Ландри и Джули Моран. За победу на нём, помимо Квелагобе, соревновались 83 претендентки, но она сумела обойти всех конкуренток и получить заветную корону.
Победа Мпуле Квелагобе стало событием по-настоящему историческим: она стала первой первой женщиной из Ботсваны получившей этот титул; первой из страны дебютировавшей на конкурсе и первой чернокожей женщиной родом из Африки выигравшей один из международных конкурсов красоты Большой четверки («Мисс мира», «Мисс Вселенная», «Мисс Интернешнл» и Мисс Земля).
В 2000 году Квелагобе был назначен послом доброй воли Организации Объединённых Наций, уделяя особое внимание молодежи и борьбой с вирусом иммунодефицита человека. Она выступила на Всемирном саммите по устойчивому развитию наименее развитых стран, Всемирном молодёжном саммите и в Комитете Палаты представителей США по финансовым услугам в связи с эпидемией ВИЧ. Квелагобе свидетельствовала о социально-экономическом воздействии СПИДа на Африку и предложила законопроект о создании трастового фонда Всемирного банка по профилактике ВИЧ. Она также выступала за то, чтобы африканские мужчины и женщины имели более широкий доступ к сексуальному репродуктивному образованию.
В ноябре 2000 года Мпуле Кенейлве Квелагобе основала фонд «MPULE Foundation» и продолжила гастроли по своей стране (Ботсване), чтобы способствовать изменению сексуального поведения среди молодежи, чтобы сдержать распространение ВИЧ.
В 2001 году Квелагобе получила премию Джонатана Манна в области здравоохранения в области прав человека от Международной ассоциации врачей, занимающихся лечением СПИДа (IAPAC). В 2003 году она была выбрана Всемирным экономическим форумом в качестве глобального лидера завтрашнего дня (GLT), а в 2006 году та же организация выбрала её в качестве молодого глобального лидера (YGL).
В 2011 году Квелагобе основала Институт эндогенного развития (англ. MPULE Institute for Endogenous Development; MPULE), правозащитную организацию в Нью-Йорке, США. Институт стремится отстаивать государственную политику и является аналитическим центром по экологическим инициативам, устойчивому развитию сельского хозяйства, гендерному равенству и расширению прав и возможностей женщин и молодежи.
В 2015 году Квелагобе подписала открытое письмо, под которым «One Campaign» собирала подписи; письмо было адресовано Ангеле Меркель и Нкосазане Клэрис Дламини-Зума с призывом к ним сосредоточиться на женщинах, поскольку они возглавляют «G7» в Германии и AU в ЮАР соответственно.
Квелагобе входит в совет директоров Африканского института математических наук, панафриканской сети центров передового опыта в области математических наук, основанной лауреатом премии TED 2008 года, квантовым физиком профессором Нилом Туроком.
Мпуле Кенейлве Квелагобе также является соучредителем «QuesS Capital LLC», частной инвестиционной компании, которая вкладывается в проекты продвигающие возобновляемые источники энергии и сельское хозяйство в Африке и Южной Азии.